# 27412 Teague
27412 Teague este un asteroid din centura principală de asteroizi.

## Descriere
27412 Teague este un asteroid din centura principală de asteroizi. A fost descoperit pe 10 martie 2000 din Munții Santa Catalina de Richard Erik Hill. Asteroidul prezintă o orbită caracterizată de o semiaxă mare de 2,40 ua, o excentricitate de 0,13 și o înclinație de 23,4° în raport cu ecliptica.